# Rue Saint-Sébastien
Rue Saint-Sébastien är en gata i Quartier Saint-Ambroise i Paris elfte arrondissement. Gatan är uppkallad efter den helige martyren Sebastian. Rue Saint-Sébastien börjar vid Boulevard Beaumarchais 2 och Boulevard des Filles-du-Calvaire 102 och slutar vid Rue de la Folie-Méricourt 19.

## Bilder
| - Gatuskylt. - Gården vid nummer 19. |

## Omgivningar
- Saint-Ambroise
- Place Pasdeloup
- Passage des Primevères
- Impasse Saint-Sébastien
- Passage Saint-Sébastien
- Passage des Eaux-Vives
- Rue Gaby-Sylvia
- Passage Sainte-Anne-Popincourt
- Rue Pelée
- Allée Verte

## Kommunikationer
- Tunnelbana – linje  – Saint-Sébastien – Froissart
- Busshållplats Oberkampf – Filles du Calvaire – Paris bussnät, linjerna 91 N02

### Webbkällor
- ”Rue Saint-Sébastien”. Mairie de Paris. https://web.archive.org/web/20160303180623/http://www.v2asp.paris.fr/commun/v2asp/v2/nomenclature_voies/Voieactu/8980.nom.htm. Läst 20 oktober 2022.
- ”Rue Saint-Sébastien”. Les rues de Paris. https://web.archive.org/web/20200117170415/http://www.parisrues.com/rues11/paris-11-rue-saint-sebastien.html. Läst 20 oktober 2022.